# Шнурки

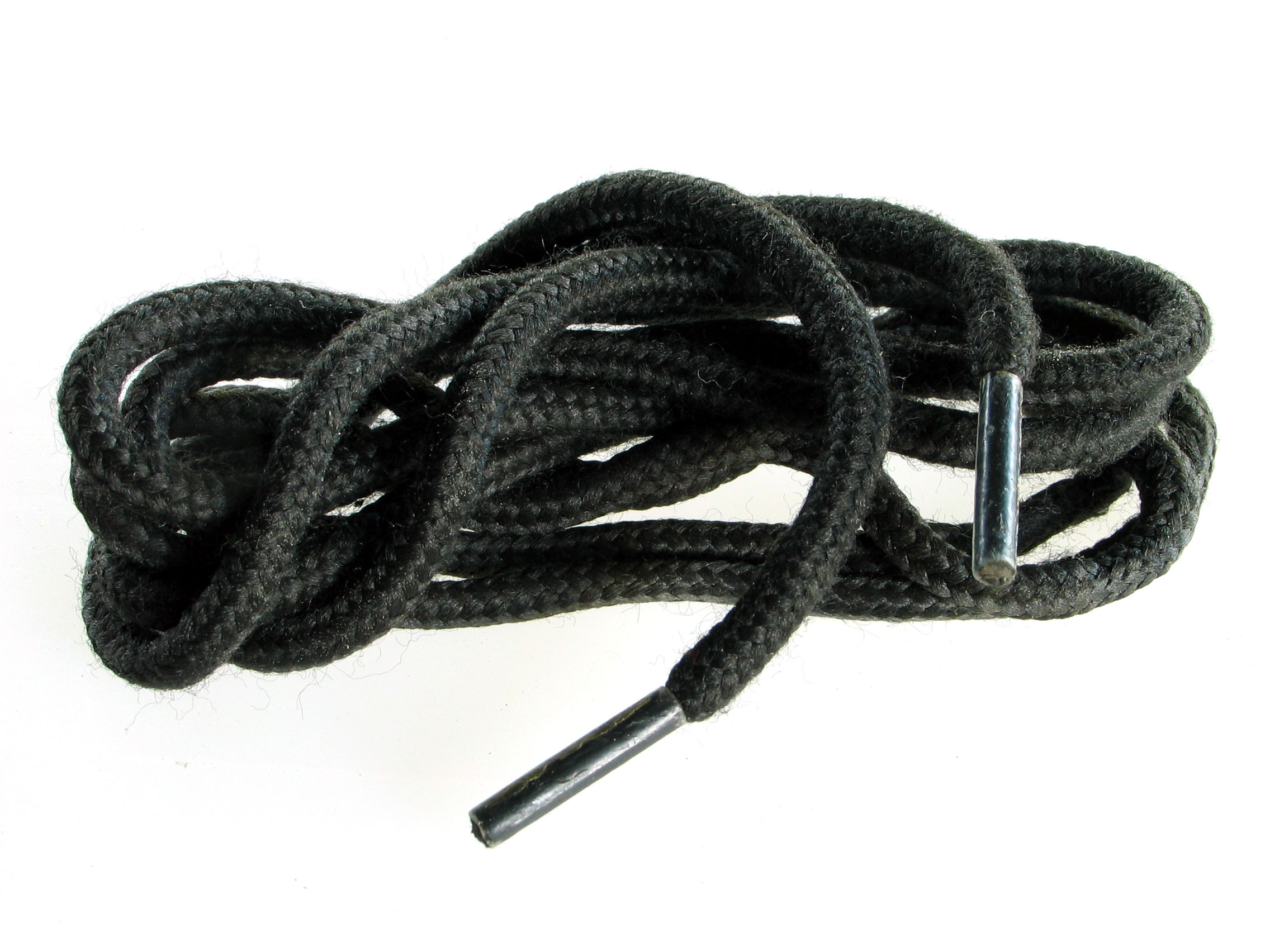
Чорні шнурки з круглим перерізом

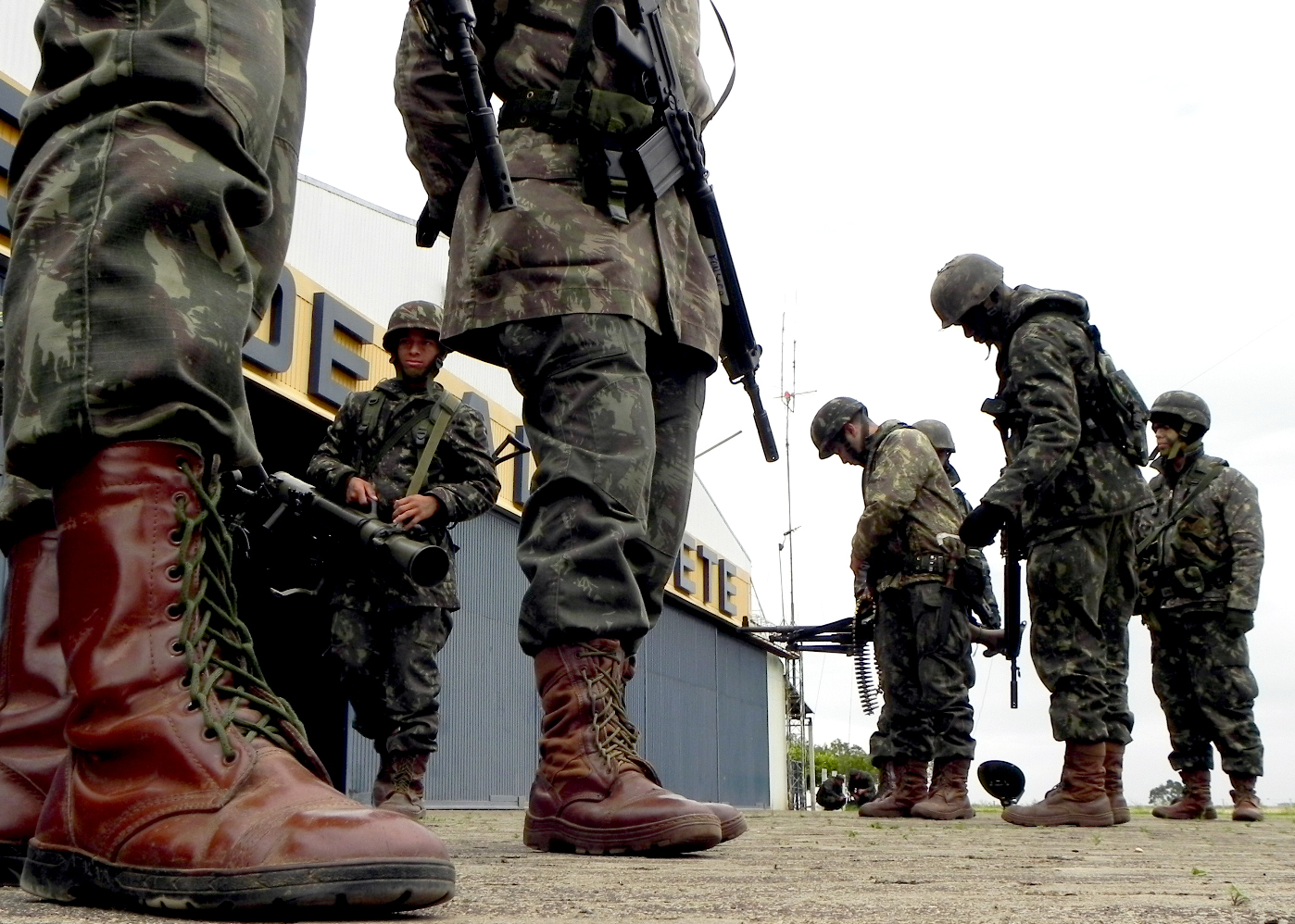

Шнуро́к або шнурі́вка — відрізок мотузки певної довжини, що протягується через спеціальні отвори — люверси — у взутті й слугує для утримання взуття на стопі. Сучасні шнурки, як правило, мають спеціальні наконечники — пістончики чи егле́ти (англ. aglet, aiglet від фр. aiguillette — «голочка»). У розв'язаному стані шнурки дозволяють вільно виймати ногу із взуття. Після затягування і зав'язування фіксують взуття на стопі людини.
Шнурки для черевиків здобули популярність лише в XX столітті[джерело?]. До цього в ходу було взуття з різними пряжками або ґудзиками як фіксуючими елементами.
Сучасною популярною альтернативою шнуркам є застібка-липучка.

## Історія
Шнурки використовувалися з глибокої давнини, наприклад, щоб надійно утримати на нозі сандалі або у взутті типу мокасин. Шнурки для зав'язування постолів називалися волоками. Застосовувалися шнурки і для шнурування одягу.
У XV столітті Христофор Колумб успішно міняв мідні наконечники зі шнурків і самі шнурки на злитки із золота. Вважається, що перша згадка про шнурки сучасного вигляду датується 27 березня 1790, Англія. Це була середньої довжини мотузочка з металевими наконечниками на двох кінцях, що не давало їй розтріпати і сприяло легкому просилюванню шнурка в отвори на верхній частині взуття. До цього використовувалися пряжки для стягування стінок взуття та їх фіксації.

## Види шнурків

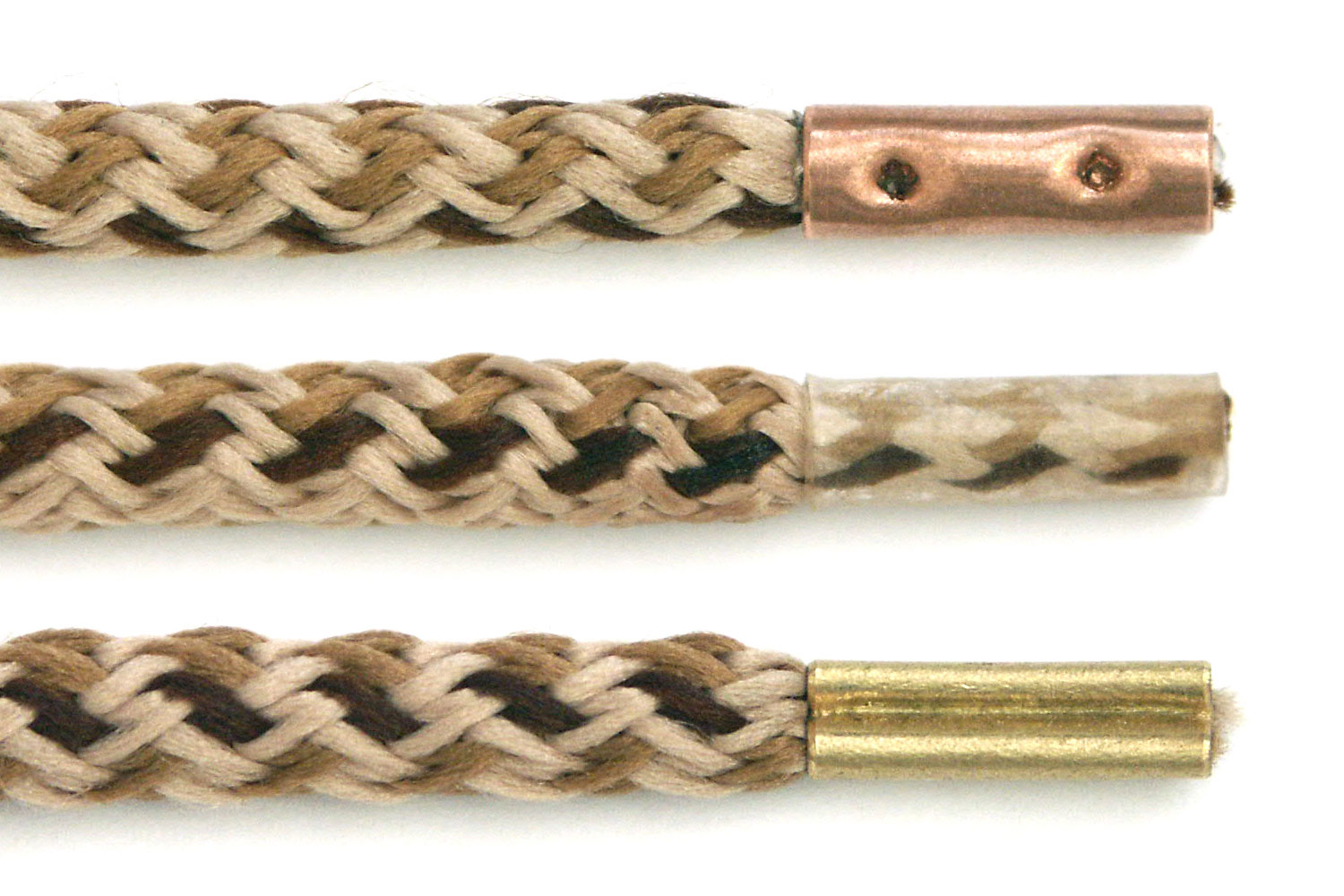

Шнурки роблять з різних видів лляного волокна, шкіри, бавовни, коноплі, джуту та інших матеріалів, застосовуваних при виготовленні мотузок. Зараз шнурки часто виготовляються з синтетичних волокон, що мають велику міцність і стійкість до стирання. Такі шнурки виглядають краще і служать довше, але частіше розв'язуються, будучи більш слизькими порівняно зі шнурками з традиційних матеріалів.
Існують шнурки з круглим і плоским перетином.
Кінці шнурків зазвичай обжимаються в спеціальні наконечники (частіше звані на виробництві «набалдашниками» або «ошнуровкою», інакше пістончиками, еглетами), металеві або пластикові, для того, щоб полегшити втягання шнурків у взуття і оберегти кінці шнурків від розплутування.

## Види шнурівок

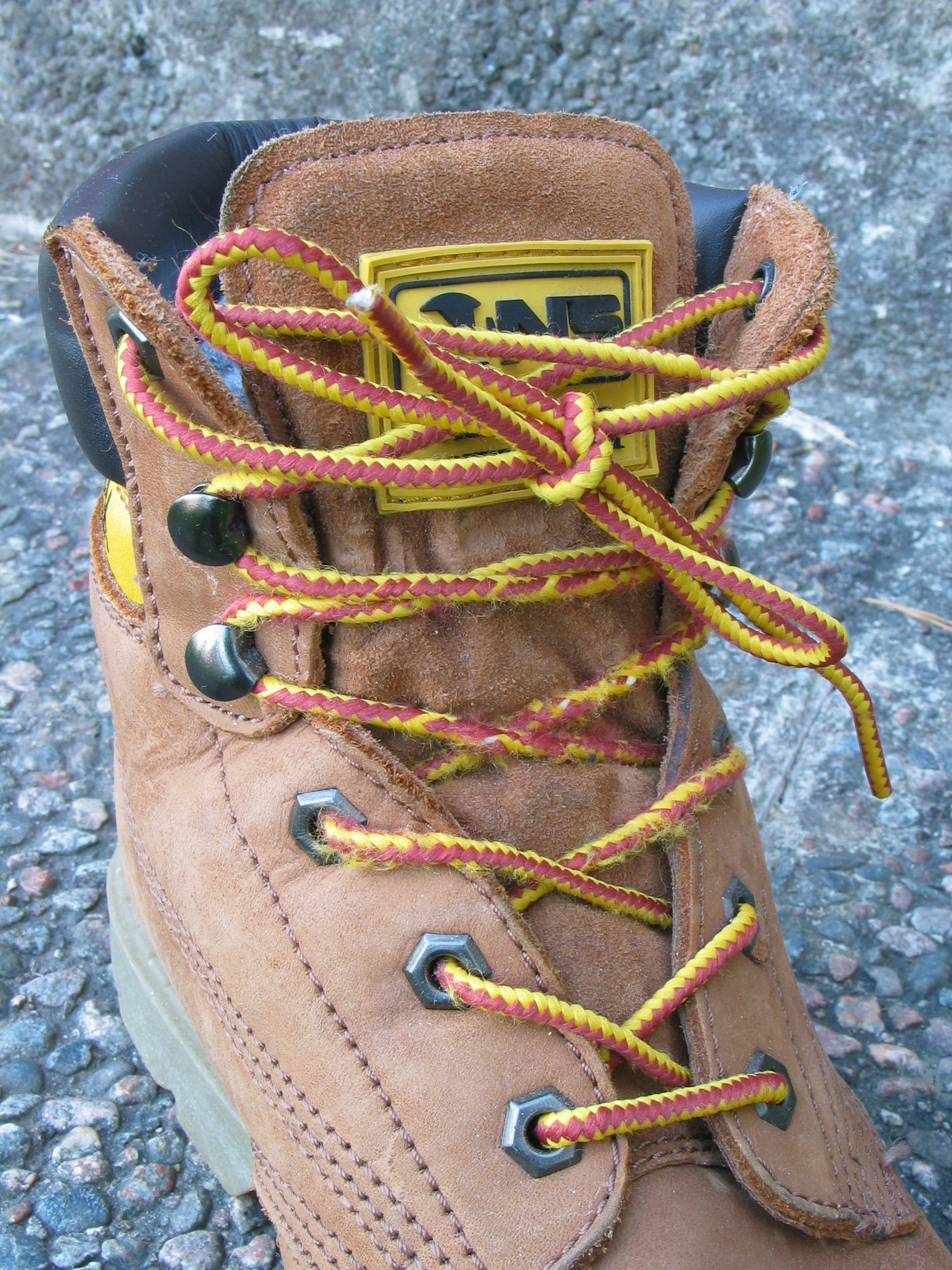
Черевик із зав'язаними шнурками

Шнурівка — послідовність, в якій шнурки просмикуються через отвори у взутті. Теоретично існує майже 2 трильйони можливих шнурівок для взуття з 12 парами отворів.
Найбільш поширений вид шнурівки «ялинкою» є одним з найефективніших. Існує також безліч декоративних шнурівок.